# Luther Muhammad
 Luther Muhammad  (ur. 17 czerwca 1999 w Newark) – amerykański koszykarz, występujący jako rzucający obrońca, od 27 lipca 2024 zawodnik PGE Spójni Stargard. Od 10 marca 2025 nowym klubem Luthera Muhammada jest Maccabi Ramat-Gan.
Luther Muhammad pochodzący ze stanu New Jersey w Stanach Zjednoczonych ma 191 cm wzrostu i 25 lat. W 2018 ukończył szkołę średnią Hudson Catholic, a w 2023 Arizona State University. 
W latach 2018–2020 występował w NCAA w drużynie amerykańskiej Ohio State. W latach 2021–2023 dla Arizona State. W tych zespołach łącznie zagrał w 130 meczach (67, jako starter), grał przez 20 minut, zdobywał 5,8 punktu, trafiając 36% rzutów z gry w tym 29,6% za trzy punkty. W 2023 ukończył Arizona State University. 
Zawodowo rozpoczął grać w Finlandii, gdzie w sezonie 2023/24 w fińskiej Korislidze rozgrywał mecze w zespole Tampereen Pyrintö, z którym zajął 10 miejsce w 12-zespołowej lidze. Statystycznie na parkiecie spędzał średnio 33 minuty i w 27 meczach zdobywał po 21,7 punktu, trafiał 47,6% prób z gry. 
Następnie przeniósł się do Nowej Zelandii, gdzie w mieście Pukekohe regionu Auckland grał w drużynie Franklin Bulls notując średnio 25,1 punktu, 5,2 zbiórki i 4,1 asysty w 22 rozegranych spotkaniach. Amerykański koszykarz był trzecim strzelcem ligi fińskiej (587 pkt), a w lidze nowozelandzkiej był najlepszym strzelcem (514 pkt), znany z tego, że rzuca z półdystansu, będąc również blisko tytułu MVP rozgrywek. 
27 lipca 2024, reprezentowany przez agencję Task Force Management z agentem Handerson Jalal, podpisał kontrakt zostając nowym zawodnikiem PGE Spójni Stargard. Muhammadem wcześniej interesował się Andrzej Urban trener Arged BM Stali Ostrów Wielkopolski, ale ostatecznie zmienił plany i do Ostrowa Wielkopolskiego trafił Tyquan Rolon.

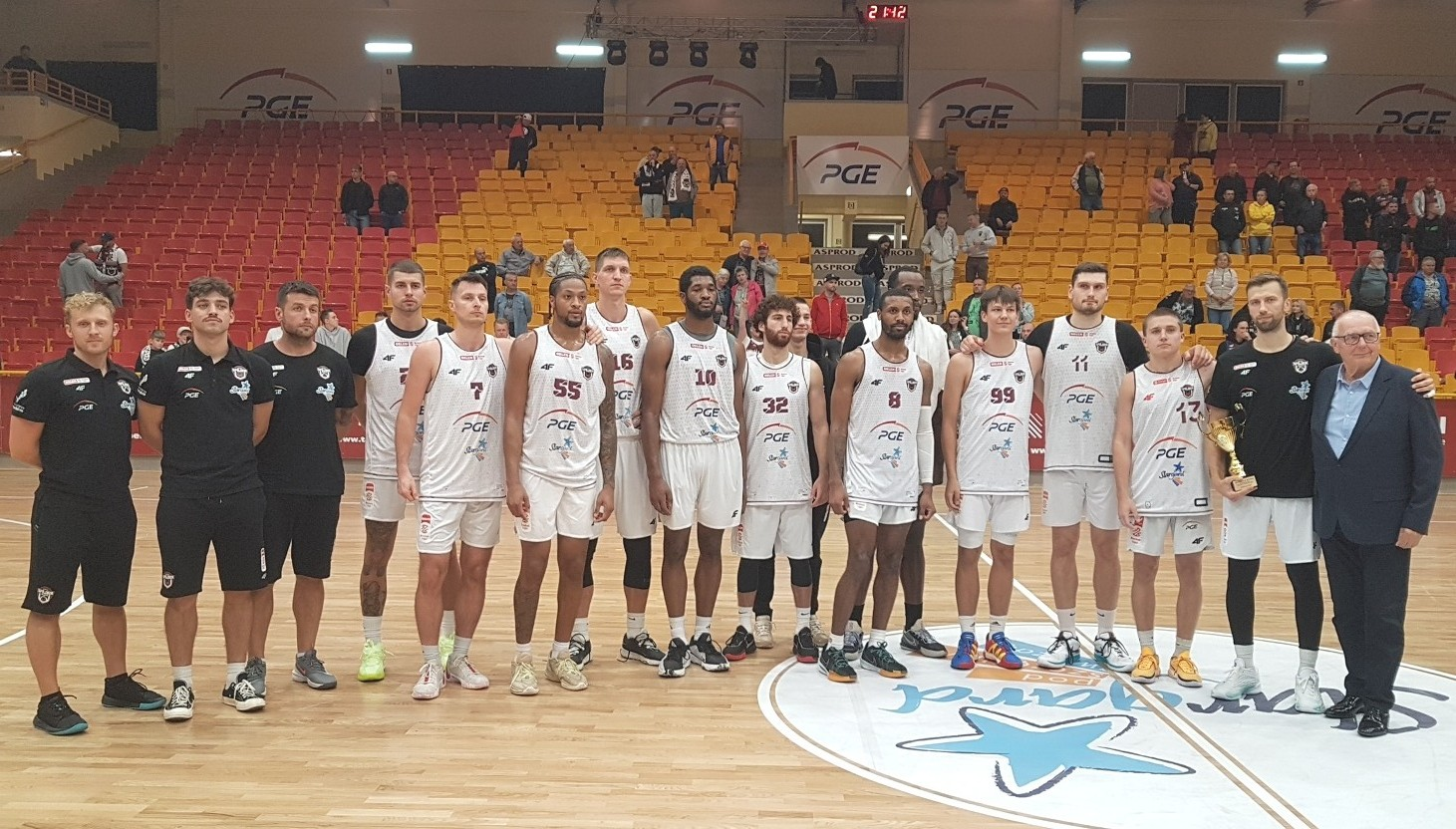
Luther Muhammad (8) w PGE Spójni

W ramach przygotowania do sezonu 2024/2025 rozegrał kilka meczów, w tym grając 12 września 2024  z Kingami Szczecin podczas XII Memoriału Romana Wysockiego, gdzie stargardzka drużyna zajęła drugie miejsce, a Luther Muhammad był w pierwszej połowie czołowym zawodnikiem, który trafił 7/9 rzutów z gry (3/3 za trzy), w przegranym meczu zdobył 24 punkty. 
19 i 20 września 2024 zagrał w dwóch meczach sparingowych rozegranych w Toruniu z Twardymi Piernikami i Legią, gdzie w spotkaniu z zespołem z Warszawy grał przez ponad 33 minuty, zdobył 29 punktów, trafił 12/17 rzutów z gry, 4/5 za trzy, miał pięć zbiórek i asyst. W tych spotkaniach był najlepszym strzelcem stargardzkiej drużyny, trafił 20 z 28 rzutów z gry, w sumie zdobył 46 pkt.. Luther Muhammad 7 marca 2025 rozegrał ostatni mecz dla PGE Spójni Stargard, gdzie w 20 meczach Orlen Basket Ligi zdobywał średnio 18,95 punktu, co dało mu piąte miejsce w klasyfikacji strzelców, miał też 3,8 zbiórki, 1,8 asysty i 1,4 przechwytu. Podpisał kontrakt z nowym klubem z Izraela Maccabi Ramat-Gan.